# Saint-Amant-Roche-Savine
Saint-Amant-Roche-Savine is een gemeente in het Franse departement Puy-de-Dôme (regio Auvergne-Rhône-Alpes) en telt 530 inwoners (1999). De plaats maakt deel uit van het arrondissement Ambert.

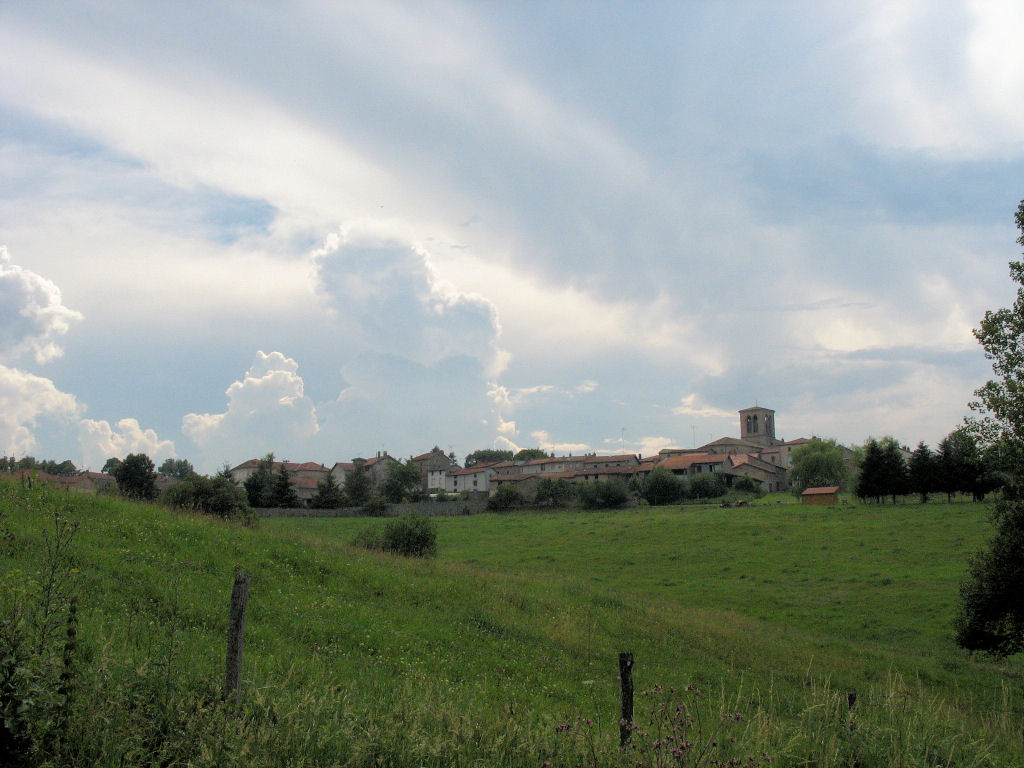
Saint-Amand-Roche-Savine

## Geografie
De oppervlakte van Saint-Amant-Roche-Savine bedraagt 23,8 km², de bevolkingsdichtheid is 22,3 inwoners per km².
De onderstaande kaart toont de ligging van Saint-Amant-Roche-Savine met de belangrijkste infrastructuur en aangrenzende gemeenten.

## Demografie
Onderstaande figuur toont het verloop van het inwonertal (bron: INSEE-tellingen).